# Theater des Lachens

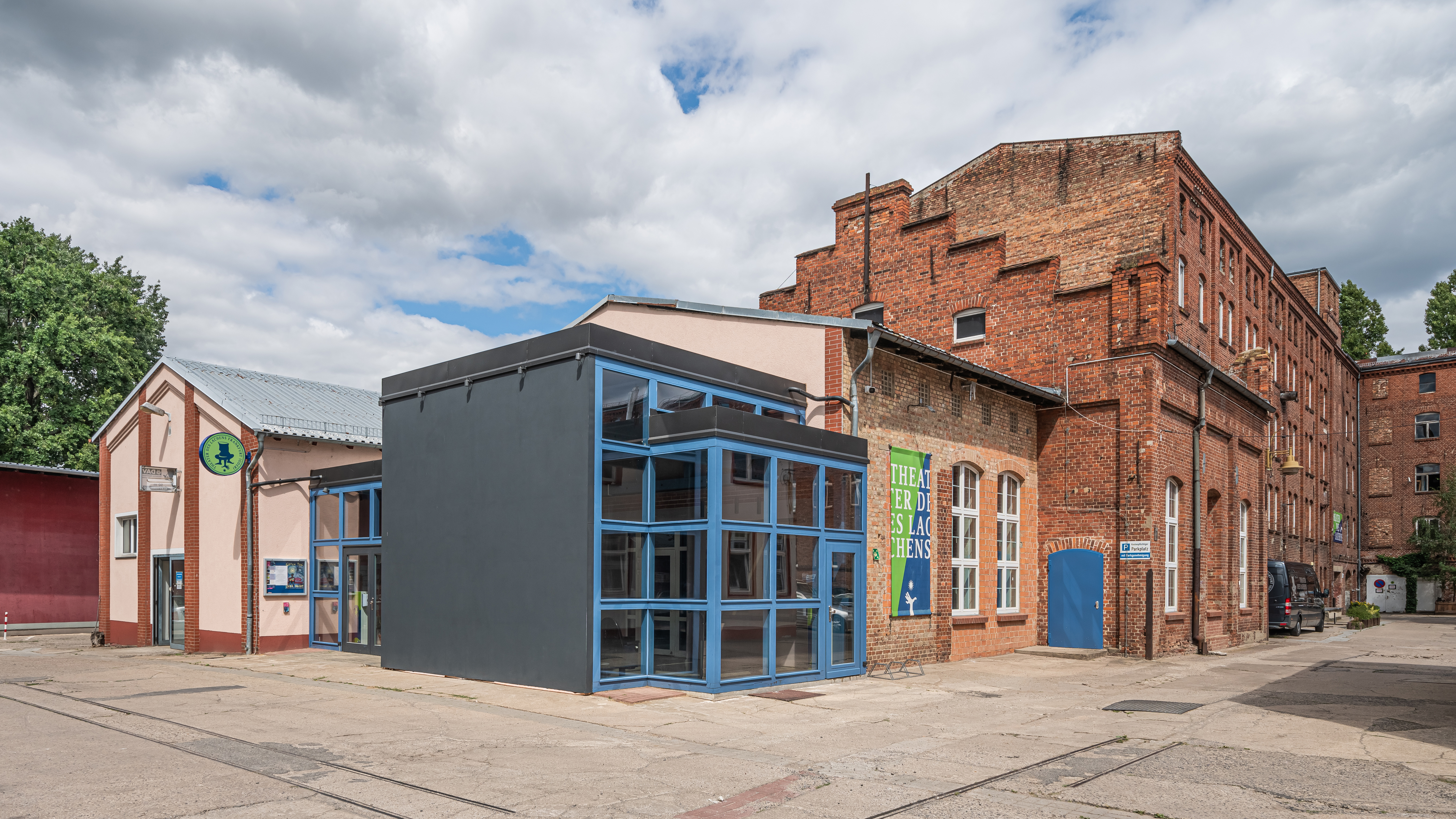
Siedziba "Theater des Lachens"

Theater des Lachens (dosł. Teatr Śmiechu) – niemiecki teatr komediowy posiadający osobowość prawną, z siedzibą przy Ziegelstrasse 31 we Frankfurcie nad Odrą (dzielnica Lebuser Vorstadt).
W teatrze tym odbywają się m.in. przedstawienia w ramach corocznego międzynarodowego Festiwalu Teatralnego UNITHEA.